# Hasso von Wedel-Schivelbein
Hasso von Wedel-Schivelbein (Hasso der Alte; † 1352/54) war ein Vogt der Neumark.
Hasso von Wedel war ein Sohn des pommerschen Hofmarschalls Wedego von Wedel, dem er 1324 als Inhaber der Herrschaft Schivelbein folgte. Dreißig Jahre später wurde er in dieser Stellung durch seinen damals minderjährigen Sohn Hans von Schivelbein beerbt.

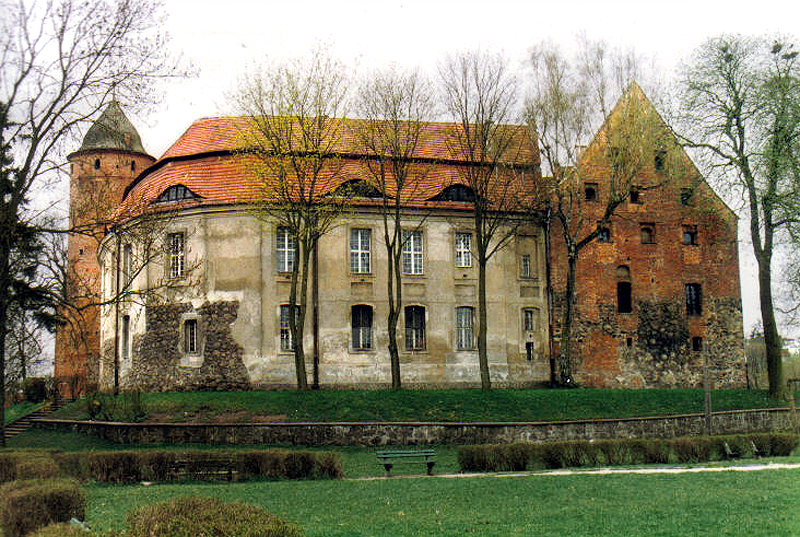
Schloss Schivelbein

Als Stadtherr von Schivelbein entfaltete er umfangreiche Bautätigkeiten. Er baute die Tore aus, errichtete 1338 die Kirche der heiligen Maria, legte die Schloßmühle an, erhöhte die Stadtmauer und sorgte auf diese Weise, „für Ordnung und Frieden zu einer Zeit, als Fehde und Raub allerorten herrschten“. Die Räte der in Hassos Abwesenheit von „amptesluden“ regierten Stadt strebten allerdings, wie auch anderswo, nach Unabhängigkeit. 1338 gestand Hasso von Wedel dem Stadtrat zu, ein in seiner Abwesenheit von seinen Amtsleuten erlassenes Verbot der Kornausfuhr solle künftig nur noch bei Zustimmung beider Seiten, des Rates und des Stadtherrn, Gültigkeit haben. 
Der von Schultze „Haupt des neumärkischen Adels“ genannte Hasso von Wedel wurde 1327 und 1347 als Vogt der Neumark erwähnt. Im September 1345 vertrat er gemeinsam mit Graf Ulrich II. von Lindow den Markgrafen Ludwig auf dem Landtag zu Berlin. Im Rahmen der Auseinandersetzungen mit dem Falschen Woldemar, für den er offenbar zeitweise Sympathie hegte, war er 1348 gemeinsam mit Hasso von Wedel-Polzin und dem späteren Hofmeister Hasso von Wedel-Falkenburg Mitinhaber einer Distriktsvogtei im Norden der Neumark. 

## Einzelnachweis
1. ↑  Ludwig Kortlepel: Schivelbeiner Geschichte und Geschichten. S. 152.

| Personendaten    | Personendaten                        |
| ---------------- | ------------------------------------ |
| NAME             | Hasso von Wedel-Schivelbein          |
| ALTERNATIVNAMEN  | Hasso der Alte                       |
| KURZBESCHREIBUNG | Vogt der Neumark                     |
| GEBURTSDATUM     | 13. Jahrhundert oder 14. Jahrhundert |
| STERBEDATUM      | 1352 oder 1354                       |